# مارتا آرخریچ
مارتا آرخریچ (به اسپانیایی: Martha Argerich) (زادهٔ ۵ ژوئن ۱۹۴۱) نوازندهٔ چیره‌دست پیانو اهل آرژانتین است. او از کودکی نواختن پیانو را آموخت. در ۱۹۵۵ به اروپا رفت و تحت تعلیم چندین استاد قرار گرفت. در ۱۹۶۵ در مسابقه بین‌المللی پیانو شوپن اول شد. تکنیک منحصربه‌فرد آرخریچ و اجراهای عمیق و پراحساسش شهرتی جهانی دارند. او برندهٔ چندین جایزهٔ معتبر بین‌المللی شده و نشان‌ها و افتخارات متعدد کسب کرده‌است.